# Adesmia tristis
Adesmia tristis es una especie de planta floral del género Adesmia, categorizada en la tribu Dalbergieae, de la familia Fabaceae.

## Distribución
Especie nativa de Brasil. Crece en el bioma templado.

## Taxonomía
Fue descrita por Vogel.
Tratamiento taxonómico
La especie aparece registrada y publicada en Linnaea 12: 77 (1838).